# R-Ladies
R-Ladies Le R-Ladies sono un'organizzazione globale che ha come obiettivo quello di promuovere l'apprendimento e l'utilizzo del linguaggio di programmazione R, soprattutto tra le donne. Si tratta di un movimento che mira a creare una comunità inclusiva e supportiva per chi vuole imparare e approfondire le proprie conoscenze in questo ambito. È composta da sezioni locali affiliate all'organizzazione di coordinamento mondiale, R-Ladies Global.

## Storia
Il 1 ottobre 2012, la data scientist Gabriela de Queiroz, fonda le R-Ladies a San Francisco dopo aver partecipato ad iniziative simili tramite Meetup.
Negli anni successivi, nascono altri gruppi indipendenti a Taipei nel 2014, Minneapolis (Twin Cities) nel 2015 e Londra nel 2016, dimostrando l'interesse crescente per questa iniziativa.
Questi capitoli sono rimasti indipendenti fino al 2016. In quell'anno, durante la conferenza useR!, le organizzatrici dei vari capitoli si incontrano per la prima volta e comprendono l'importanza di una struttura globale che supporti la crescita e lo sviluppo delle R-Ladies. Nasce l'idea di creare un'organizzazione centrale, R-Ladies Global, con l'obiettivo di coordinare le attività dei diversi capitoli e facilitare la nascita di nuovi gruppi in tutto il mondo. R-Ladies Global ottiene un importante riconoscimento dal R Consortium, che finanzia il progetto e ne supporta la crescita.
 L'attuale gruppo dirigente è composto da Averi Giudicessi, Athanasia Monika Mowinckel, Shannon Pileggi, Riva Quiroga e Yanina Bellini Saibene.  Lavora a stretto contatto con oltre 20 volontari che si occupano di vari ambiti come le campagne, la directory, il mentoring, le comunicazioni pubbliche e i social media, o la comunità Slack.
Nel 2024, la comunità R-Ladies Global è composta da 219 gruppi in 63 paesi tra cui l'Italia dove sono presenti a Milano, Roma e Bari.

## Organizzazione
Le R-Ladies organizzano meetup, workshop, conferenze e hackathon che vengono gestiti da persone che si identificano come donne o come minoranze di genere (inclusi, ma non limitati a, donne cis/trans, uomini trans, non binari, genderqueer, agender, pangender, two-spirit, gender-fluid, neutrois). L'organizzazione è coordinata dal Global Team tuttavia, i capitoli, conservano una certa autonomia operativa. Un nuovo capitolo può essere fondato da chiunque seguendo le linea guida contenute nella "starter-kit" pubblico, uno strumento fondamentale per chiunque voglia creare un ambiente inclusivo per le donne che vogliono imparare e utilizzare R.
I gruppi R-Ladies mirano a promuovere una cultura di inclusione all'interno dei loro eventi e nella comunità. Promuovono l'uguaglianza di genere nei luoghi di lavoro, la collaborazione tra le minoranze di genere, e l'analisi dei dati sulle donne.
La Directory di R-Ladies è pubblica ed elenca 1.267 profili (dato del 2024). R-Ladies Global presenta anche i blog scritti e gestiti dai propri membri.
R-Ladies collabora anche con altri progetti, come NASA Datanauts o PyLadies.